# Еміліо Де Боно
Еміліо Де Боно (італ. Emilio De Bono; 19 березня 1866, Кассано-д'Адда, Королівство Італія — 11 січня 1944, Верона, Італійська соціальна республіка) — італійський військовий та політичний діяч, маршал Італії, член Національної фашистської партії, воєнний злочинець, близький соратник Беніто Муссоліні. У різний час обіймав посади генерал-губернатора Італійської Еритреї та Італійської Триполітанії, міністра колоній Італії та був постійним членом Великої фашистської ради. Один із Квадрумвірів, особисто вів фашистів на Рим.

## Ранні роки
Еміліо Де Боно народився 19 березня 1866 року в Кассано-д'Адда. Був сином армійського офіцера Джованні де Боно, нащадка графів Барлассіни, та Емілії Бацці. В дитинстві був дуже набожним, що підтверджується його дружбою з монсеньйором Фаваллі, парафіяльним священником Кассано-д'Адда, і листуванням, яке він з ним вів, проте, подорослішавши, Еміліо став атеїстом.
1878 року Де Боно вступив до військового коледжу в Мілані, пізніше навчався у військовій академії Модени. У 1884 році він отримав звання молодшого лейтенанта берсальєрів. Пізніше був переведений до Еритреї і брав участь у кампанії 1887 року. У 1897 році він одружився в Турині з Ермінією Монті-Майроні, з якою, однак, не мав дітей. У 1900 році отримав звання капітана та почав працювати у Генеральному штабі. У званні підполковника Де Боно служив під час італійсько-турецької війни в 1912 році, отримавши Лицарський хрест Савойського військового ордену.

## Перша світова війна
У 1915 році Де Боно був підвищений до полковника берсальєрів, брав участь у Першій світовій війні, де вже на початку отримав першу срібну медаль за проявлену хоробрість.
У 1916 році Де Боно отримав звання бригадного генерала та очолив бригаду «Трапані», на чолі якої відзначився під час взяття Горіції, отримавши другу срібну медаль. Пізніше Еміліо командував 38-ю дивізією, а в березні 1918 року — 9-м армійським корпусом, відповідальним за оборону Монте-Граппи. Саме тоді, щоб підбадьорити війська, він склав текст знаменитої пісні «Монте-Граппа, ти моя батьківщина», покладеної на музику Антоніо Менегетті.
Перемога над австрійцями в червні 1918 року принесла йому Командорський хрест Савойського військового ордену. Підвищений до дивізійного генерала влітку того ж року, він отримав третю срібну медаль за свій внесок у остаточну перемогу під час оборони Монте-Граппи.

## Міжвоєнний період

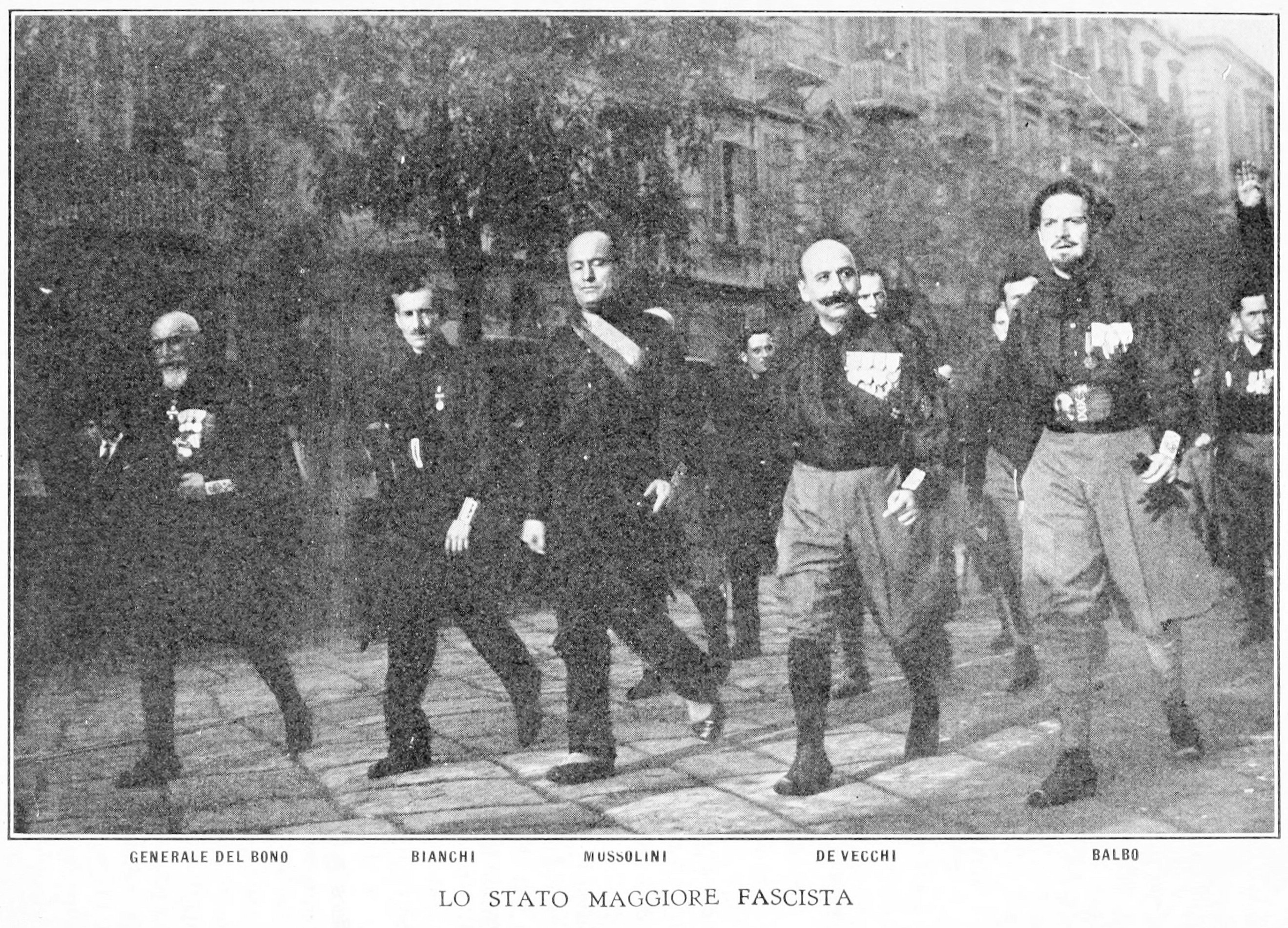
Еміліо Де Боно (крайній ліворуч), Беніто Муссоліні та інші Квадрумвіри, 1922

Після перемир'я в 1919 році він командував 22-м армійським корпусом.  
Покинувши військову службу в 1920 році, відчуваючи, що його викинули як сміття, Де Боно почав цікавитися політикою і того ж року приєднався до Національної фашистської партії, яка тільки-но зароджувалася. У партії він доволі швидко здобув велику популярність та став одним із її лідерів. У жовтні 1922 року він став одним із Квадрумвірів, які особисто очолили Марш на Рим. 
11 листопада 1922 року, незабаром після створення уряду Муссоліні, Де Боно обійняв посаду очільника поліції Італії. 
Маючи велику популярність серед сквадристів, він став їх першим командир-генералом (разом з Італо Бальбо та Чезаре Марією де Веккі) у лютому 1923 року. Королівським указом від 1 березня 1923 року він був призначений сенатором Королівства. 16 червня 1924 року, після вбивства депутата-соціаліста Джакомо Маттеотті, він залишив посаду шефа поліції, а в жовтні — командир-генерала чорносорочечників. Де Боно також був змушений тимчасово відмовитися від усіх інших посад на період, коли він перебував під слідством за звинуваченнями в організації цього вбивства. Урешті-решт, Еміліо виправдали. 
Після завершення судового процесу у справі Маттеотті Де Боно обійняв посаду генерал-губернатора Італійської Триполітанії, на якій перебував у період із 1925 до 1928 року. Завдяки своїй роботі в Триполітанії він був нагороджений Хрестом великого офіцера Савойського військового ордену. З грудня 1928 року він став заступником державного секретаря в Міністерстві колоній, а у вересні 1929 року Беніто Муссоліні призначив його міністром колоній. 1932 року він особисто супроводжував короля Віктора Емануїла III під час візиту монарха до Еритреї. На цій посаді Де Боно залишався до січня 1935 року. 
10 січня 1930 року Еміліо запропонував П'єтро Бадольйо побудувати концентраційні табори, щоб протистояти опору, який чинили воїни-сенусисти на чолі з Омаром аль-Мухтаром в Киренаїці. 25 червня 1930 року, дотримуючись вказівок Бадольйо і Муссоліні, він разом із генералом Граціані, який безпосередньо командував італійськими військами в Киренаїці, почав депортацію населення всіх місцевих племен, яка стала однією з найбільших подібного роду акцій в історії європейського колоніалізму. Її жертвами стало близько 100 000 осіб. У 1931 році був відкритий ще один концентраційний табір у Ель-Абьярі, де було замкнено понад 8000 людей, які утримувалися в нелюдських і таких, що принижують гідність, умовах і яких піддавали тортурам і насильству без надання належної медичної допомоги.

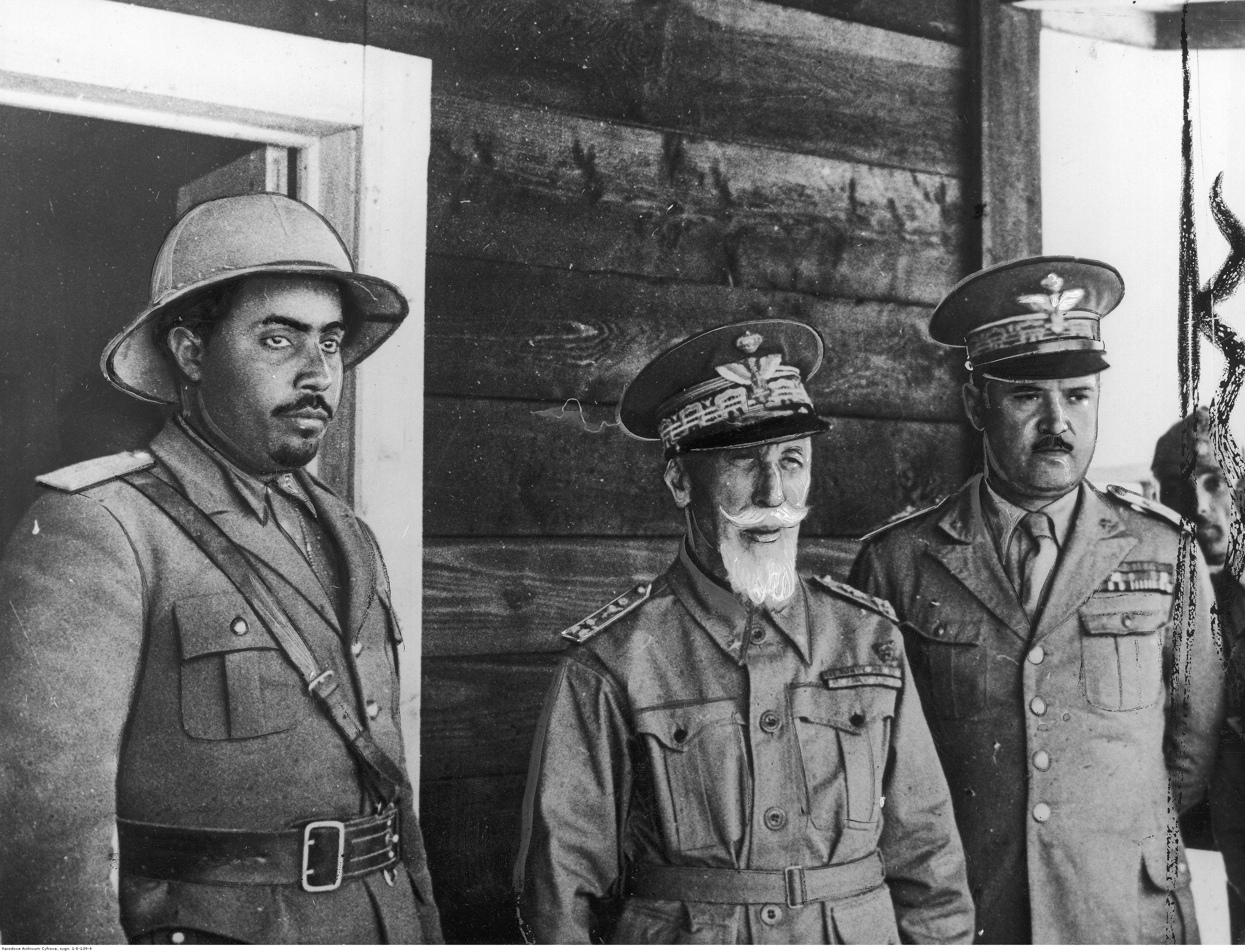
Генерал Еміліо Де Боно (у центрі) в Адуа, 1935

У листопаді 1932 року на прохання Муссоліні Де Боно підготував план вторгнення в Ефіопію. 

## Війна в Ефіопії

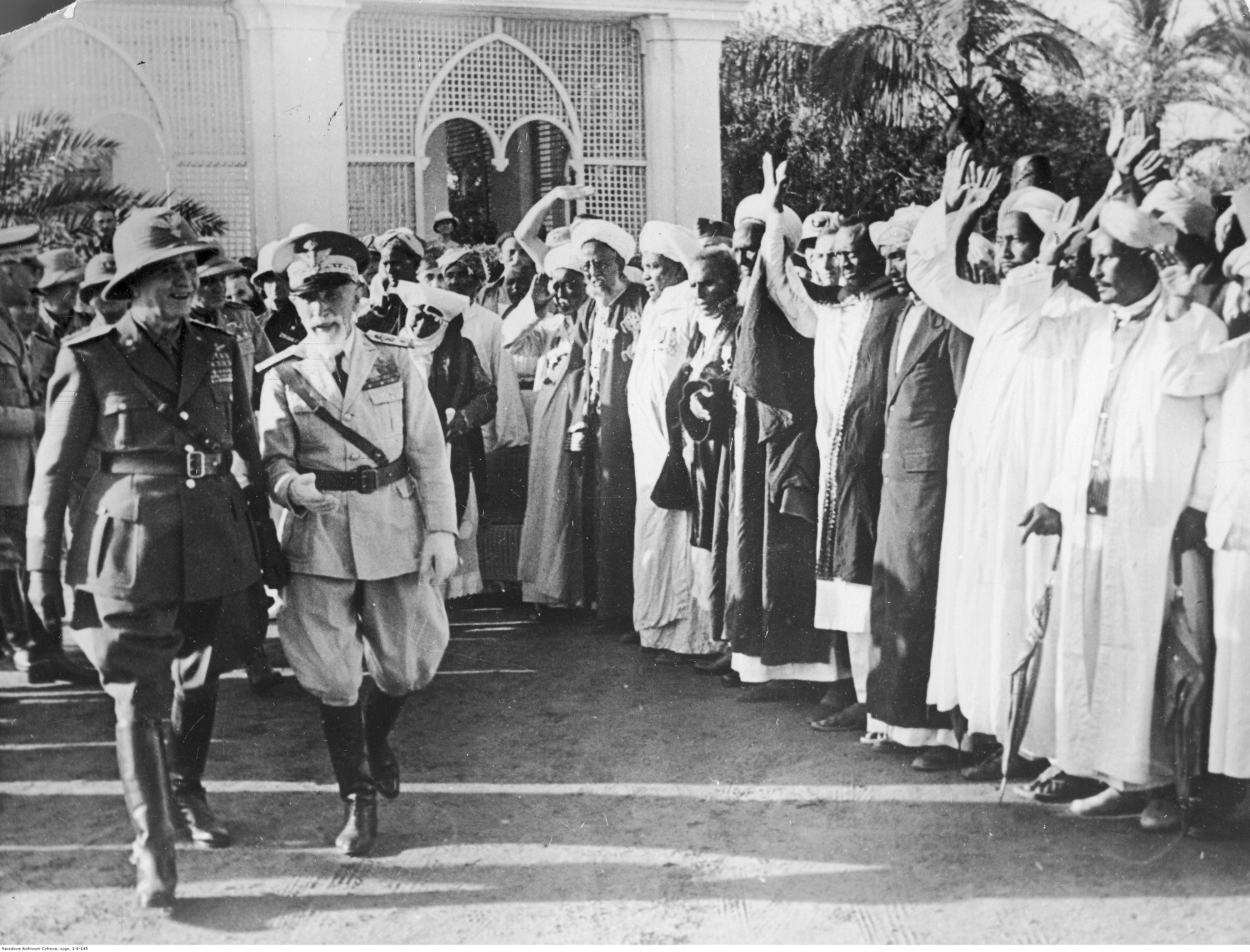
Еміліо Де Боно та П'єтро Бадольйо в Массауа, 1935

У січні 1935 року, покинувши пост міністра колоній, Де Боно став генерал-губернатором Еритреї, а 3 квітня — командиром італійських військ, які повинні були брати участь у війні з Ефіопією, та окупаційних військ в Еритреї, об'єднаних у північний фронт (південний був представлений армією Граціані в Сомалі). Де Боно мав під своїм прямим командуванням дев'ять армійських дивізій, об'єднаних у три корпуси. 3 жовтня війська під його керівництвом перетнули ефіопський кордон. 6 жовтня вони взяли Адуа. Незабаром після цього війська Де Боно увійшли до міста Аксум, важливого історичного та релігійного центру. Однак після цих перших успіхів просування італійців значно сповільнилося через труднощі з постачанням, суворі кліматичні умови та відсутність доріг. Муссоліні хотів швидких результатів, а тому вимагав від Де Боно розширення фронту та подальшого просування на лінії Мекеле-Таказе, наказавши йому відновити наступ 3 листопада. 8 листопада 1-й армійський корпус італійців завоював Мекеле, проте це стало межею просування солдатів Де Боно. Він намагався продовжувати своє обережне просування, хоча й розумів, що зараз увесь фронт нестабільний. Так лівий фланг італійців був надто незбалансованим. Припаси та провізію, які перевезли з бази Сенафе до Адді-Грату, тепер треба було перемістити ще на 120 кілометрів, щоб їх отримали війська 2-о корпусу, які розташовувалися на фронті. Крім того, якби ефіопи організували б наступ, то могли б прорвати лінію оборони італійців, взяти Мекеле і оточити ворожу армію. З цих причин, отримавши наказ зайняти Амба-Алагі, Де Боно особисто телеграфував Муссоліні, відмовившись виконувати наказ. Через це 22 листопада 1935 року його звільнили з посади генерал-губернатора Еритреї, а 17 грудня він був змушений передати командування військами П'єтро Бадольйо. 
16 січня 1936 року Де Боно отримав звання маршала Італії.

## Друга світова війна та смерть
У 1939 році Де Боно був призначений головним інспектором італійських військ в Африці. 
У 1940 році Де Боно прийняв командування військами на Сицилії, хоча й виступав проти вступу Італії у Другу світову війну. 
25 липня 1943 року Де Боно взяв участь у засіданні Великої фашистської ради. Того дня він був першим, хто виступав після самого Муссоліні. Де Боно виголосив промову на захист збройних сил, а згодом проголосував за відсторонення дуче від влади. Після початку операції німецьких військ 8 вересня та проголошення Італійської соціальної республіки Де Боно не намагався втекти за кордон, адже, ймовірно, був переконаний, що Муссоліні, незважаючи ні на що, не буде йому мстити, пам'ятаючи про попередні заслуги маршала.
4 жовтня 1943 року Де Боно був схоплений у Римі військами новоствореної Італійської соціальної республіки, коли їхав на велосипеді. До січня 1944 року він залишався в Кассано-д'Адда, чекаючи на суд у Вероні. 10 січня 1944 року на процесі проти ворогів дуче його засудили до смертної кари за державну зраду. Прохання про помилування було відхилено, і 11 січня він був розстріляний разом з чотирма іншими колишніми фашистськими посадовцями. 

## Нагороди
- Срібна медаль «За військову доблесть» (Італія)
- Хрест «За військові заслуги» (Італія)
- Пам'ятна медаль італо-турецької війни 1911—1912
- Пам'ятна медаль Італо-австрійської війни 1915—1918
- Пам'ятна медаль об'єднання Італії
- Орден Корони Італії, великий хрест (14 вересня 1920)
- Пам'ятна медаль маршу на Рим (28 жовтня 1922)
- Орден Святих Маврикія та Лазаря
  - великий офіцерський хрест (8 квітня 1923)
  - великий хрест (3 жовтня 1937)
- Хрест «За вислугу років» (Італія) із королівською короною для офіцерів — за 40 років служби.
- Кавалер Великого хреста магістра Мальтійського ордену (20 січня 1930)
- Маврикіанська медаль
- Савойський військовий орден, великий хрест (19 червня 1936)
- Вищий орден Святого Благовіщення (3 жовтня 1937)
- Колоніальний орден Зірки Італії, великий хрест
- Почесний капрал добровольчої міліції національної безпеки